# Raći
Raći (cyr. Раћи) – wieś w Czarnogórze, w gminie Podgorica. W 2011 roku liczyła 22 mieszkańców.